# Menara Multi Purpose
Menara Multi Purpose es un rascacielos situado en Jalan Munshi Abdullah, en el centro de Kuala Lumpur, Malasia. La torre es la sede de Multi-Purpose Holdings Berhad, Alliance Bank, y Bandar Raya Developments Berhad.

## Historia
Menara Multi-Purpose fue promovida por Bandar Raya Developments Berhad (BRDB) y fue completada en 1994. El edificio fue diseñado por John Portman & Associates y Jurubena Bertiga International. Fue concebido originalmente para ser parte del proyecto Capital Square. Sin embargo, la crisis financiera asiática de 1997 detuvo otros componentes del proyecto, dejando a Menara Multi Purpose como el único edificio completado, rodeado entonces por varias estructuras parcialmente construidas o abandonadas (incluida una segunda torre de oficinas). Sin embargo, ahora Capital Square, o CapSquare como se conoce habitualmente, es un complejo totalmente completo con una segunda torre de oficinas, un centro comercial, una torre residencial de lujo y una segunda torre residencial de lujo construida recientemente. 
Menara Multi-Purpose era la sede de su promotora, BRDB, que se ha trasladado a su nueva sede, Menara BRDB, en su terreno de Bangsar.